# Pyrrocoma linearis
Pyrrocoma linearis là một loài thực vật có hoa trong họ Cúc. Loài này được (D.D.Keck) Kartesz & Gandhi miêu tả khoa học đầu tiên năm 1991.